# Jean-Pierre Audour
Pour les articles homonymes, voir Audour.
 (février 2018).

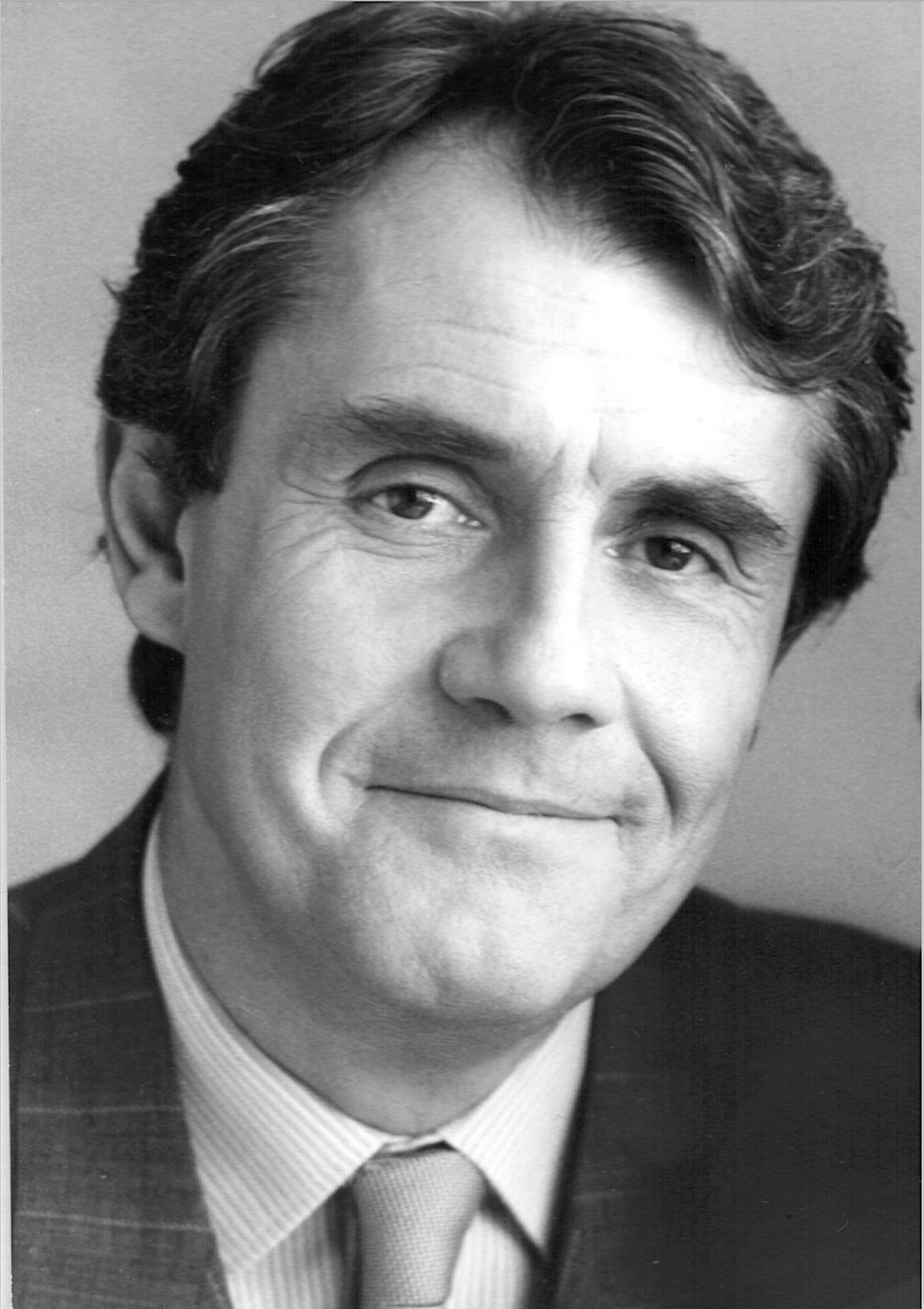
Jean-Pierre Audour en 1985.

Jean-Pierre Audour, né le 22 juillet 1936 à Angoulême et mort le 18 décembre 2017 à Paris est un publicitaire français.
Président-fondateur de l’agence Ecom-Univas de 1975 à 1985 au sein du Groupe Havas, il créa ensuite l’agence Audour, Soum-Scali, Mc Cabe, Sloves, avant de devenir, en 1998, vice-président du Groupe Havas Advertising chargé de l’international.
Membre du club Le Siècle, Jean-Pierre Audour était connu pour son engagement politique et son soutien au Parti socialiste. Passionné de rugby, il est, en 1982, à l'origine de la création de l’équipe de France de rugby de la publicité (France rugby pub).

## Biographie

### Formation et débuts
Né à Angoulême, Jean-Pierre Audour part à Bordeaux étudier le droit, puis à Paris. Il intègre l'Institut d'études politiques. Il commence sa carrière chez Unilever, par un stage au sein de la direction de l’entreprise, puis rejoint l'agence de publicité Lintas Paris. Il est média-planner en 1963,  puis nommé à la direction des services clients en 1969 et 1970.

### Publicité et communication
Il est engagé par Jacques Douce au groupe Havas en 1971, pour diriger une des divisions commerciales du Groupe. Jacques Douce lui confie en 1975 la création de l’agence Ecom-Univas, dont il sera président jusqu’en 1985. 
À partir de 1981, il est également administrateur et vice-président du groupe Eurocom, branche publicitaire du Groupe Havas.
En 1977 il est rejoint par Christiane Quenard qui prend la direction generale d'Ecom.sous condition de pouvoir créer la filiale  Eleuthera ,   1e agence de communication dédiée aux campagnes d'’intérêt général. En 1978, il crée l'agence  Avril, jeune pousse pilotée par Jean-Michel Carlo 
Avec ses équipes et Christiane Quénard, il initie des campagnes publicitaires marquantes : la campagne d'affichage « Dans leur salle d’attente, 2 milliards d’hommes » (Eleuthera pour Médecins sans Frontières ) et la campagne « Ticket chic – Ticket choc » (Ecom pour la RATP).
Fin 1985, il est en désaccord avec André Rousselet sur la stratégie internationale d’Havas ; il quitte le groupe et fonde, avec Evelyn Soum, l’agence de publicité Audour-Soum, qui devient Audour, Soum et Scali, Mc Cabe, Sloves en s’associant à un jeune réseau américain alors filiale d’Ogilvy. 
Rachetée par Lowe, l'agence. Audour, Soum-S.M.S. change de direction générale. Jean-Pierre Chebassier est à la tête d'une équipe qui prend en charge les budgets publicitaires de la Fnac, de La Poste et d’Air Inter. Cette équipe participe au lancement de la chaîne de télévision Arte, avec laquelle l'agence collabore. 
En 1998, l’agence, qui a quitté le réseau Lowe, rejoint le Groupe Havas et Jean Pierre Audour devient vice-président d’Havas Advertising, chargé de Campus, le deuxième réseau international du groupe. Il continue à accompagner les équipes d’Audour, Soum devenues Hémisphère droit. 
Au moment de sa sortie du groupe Eurocom, l’agence devient Ailleurs exactement. Jean-Pierre Audour en devient administrateur. En 2000, il quitte le Groupe Havas et fonde sa société de conseil en communication, JPA Conseil. Il devient président d’honneur de l’agence Madame Bovary, lancée en 2014 par Pascal Couvry.

## Sport
Joueur modeste, mais passionné de rugby, Jean-Pierre Audour crée l’équipe de France de rugby de la publicité (France rugby pub).
Jean-Pierre Audour a soutenu la Fédération Française de Rugby, en participant à la rédaction du dossier français pour l’obtention victorieuse de la Coupe du monde de rugby 2007 par la France.

## Engagement politique
Jean-Pierre Audour est amené à la vie politique par son ami d’enfance Jean-Paul Benoit, lorsque celui-ci crée la première section SFIO à l’Institut Politique de Paris. Membre de la SFIO, proche de Pierre Mauroy, il rejoint le Parti Socialiste en 1971. Il intègre la Commission nationale à la propagande devenue ensuite communication. Il participe aux campagnes électorales ; il présentera Jacques Séguéla à François Mitterrand pour la campagne de 1977 : Le Socialisme, une idée qui fait son chemin.
Il est élu dans son village d'origine de Ruelle-sur-Touvre en Charente, sur la liste de gauche de Jean-Maurice Poitevin, dès 1965, et restera maire-adjoint durant trois mandats, jusqu’en 1983.
Il meurt le 18 décembre 2017 à Paris.